# Analisi logica della proposizione
L'analisi logica della proposizione, comunemente definita analisi logica, è il procedimento mediante il quale si riconoscono i componenti di una proposizione, e la loro funzione logica all'interno della proposizione stessa.

## Struttura dell'analisi logica

### Le frasi in analisi logica
Si distinguono tre tipi di frasi: la frase minima, la frase semplice e la frase completa o complessa.
1. La frase minima è composta da due elementi: soggetto, talvolta implicito, e predicato verbale o nominale.
2. La frase semplice è una frase di senso compiuto che è composta da soggetto, verbo e complementi o espansioni.
3. La frase completa o complessa possiede le caratteristiche della frase semplice, ma sono presenti più predicati (ognuno di questi forma una "parte di frase" chiamata proposizione).

### Gli elementi che formano una frase

#### Gli elementi fissi

##### Predicato
Il predicato verbale è il "motore" della frase, ciò che indica l'evento o l'azione che si verifica. Il predicato nominale descrive una caratteristica del soggetto, ed è formato da un verbo ausiliare e da un attributo (aggettivo).
Esempio di frase con predicato verbale: Matteo questa sera andrà alla festa di compleanno di Luciana.
Esempio di frasi con predicato nominale: È stata una giornata calda. oppure Lucia è bionda.

##### Soggetto
Il soggetto è colui che compie o subisce l'azione espressa dal predicato, l'ente cui si riferisce il predicato (ad es. Luca mangia); mangia = predicato, Luca = soggetto, chi compie l'azione (mangia) è espresso in questa frase. Il soggetto può essere sottinteso, ad es. in frasi come "dormo" (sottinteso "io") o "dicono che ci sarà uno sciopero" (sottinteso "varie persone" ) .

#### Elementi variabili

##### I complementi
I complementi sono parti del discorso che ampliano la frase con delle informazioni di vario genere. Possono essere di vario tipo: ( oggetto, soggetto, limitazione, di modo, di tempo, di luogo, di mezzo,...)

## Come eseguire l'analisi logica di una frase
Per eseguire l'analisi logica di una qualunque frase, bisogna individuare il predicato e risalire al soggetto, in base alla regola secondo cui il soggetto generalmente precede il predicato nella proposizione. 

### Soggetto e predicato
Ricercare il predicato all'inizio dell'analisi logica evita la confusione tra complemento oggetto e soggetto. Particolare importanza assume la distinzione della forma del predicato. Per esempio, nella frase (in forma passiva)
La Divina Commedia è stata scritta nel Medioevo da Dante Alighieri, sommo poeta fiorentino
il predicato "scrivere" è in forma passiva, ovvero il soggetto subisce l'azione compiuta dal complemento d'agente. Chi o che cosa subisce questa azione? "La Divina Commedia".

Se il predicato fosse in forma attiva:
Dante Alighieri, sommo poeta fiorentino, nel Medioevo scrisse la Divina Commedia, un'opera poetica
il soggetto sarebbe "Dante Alighieri", il quale svolge l’azione espressa nel verbo "scrivere".

### Altre parti della frase
Complementi, attributi o apposizioni sono parti che non sono né soggetti, né predicati.

### Un esempio di analisi logica
| La "Divina Commedia"   | soggetto (passivo)                                                                                   |
| un'opera poetica       | apposizione del soggetto + attributo qualificativo di grado positivo dell'apposizione                |
| è stata scritta        | predicato verbale                                                                                    |
| nel Medioevo           | complemento di tempo (determinato)                                                                   |
| da Dante Alighieri     | complemento d'agente                                                                                 |
| sommo poeta fiorentino | apposizione dell'agente + due attributi qualificativi di grado positivo dell'apposizione dell'agente |